# Антоний (Феофанов)
Епископ Антоний (Феофанов; ум. 7 июня 1774) — епископ Русской православной церкви, епископ Олонецкий и Каргопольский.
Родом был, по всей вероятности, из Новгородской епархии. Неизвестно где учился и когда постригся в монашество.
В апреле 1764 года митрополит Новгородский Димитрий (Сеченов) представил его кандидатом на место епископа Олонецкого, викария Новгородского, и рекомендовал, как человека «ученого состояния и жития честного».
Антоний в то время был келарем Троицкой лавры, в которой жил уже шесть лет и исправлял ранее должность казначея, но Государыня повелела быть тогда епископом Олонецким хутынскому архимандриту Иоанну, а на его место в Хутынь был переведён Антоний.
12 августа 1767 года Антоний был хиротонисан во епископа Олонецкого.
Скончался 7 июня 1774 года. Из описи его имущества видно, что у него была довольно обширная по тому времени и разнообразная библиотека.